# Datex-L

Funktionsweise von Datex-L

Datex-L war ein öffentliches Datennetz in Deutschland, das in den frühen 1980er Jahren hauptsächlich für den Teletex-Dienst durch die Deutsche Bundespost (DBP) installiert wurde und deshalb auch mit diesem Dienst, der sich nicht durchsetzen konnte, an Bedeutung verlor. Das Datex-L-Netz war ein leitungsvermitteltes Netz und bot Datenübertragungsraten von 200 bit/s bis zu 9.600 bit/s, gegen Ende des Betriebes auch 64 kbit/s.
Es war ein protokolltransparentes Netz: Bis auf den DATEX-L300-Dienst, der 300 bit/s bot und einen Coderahmen von 11 bit/Zeichen vorschrieb, konnte jedes beliebige Protokoll mit jedem beliebigen Zeichensatz übertragen werden. Das war damals noch nicht selbstverständlich; die Datenkommunikation wurde damals von byteorientierten Protokollen wie dem BSC von IBM, dem DDCMP von DEC oder auch dem bekannten Arpanet-Protokoll dominiert; fortgeschrittene bitorientierte Protokolle wie HDLC oder SDLC waren erst im Kommen.
Als leitungsvermitteltes Netz sorgte das Netz für den Aufbau und Abbau der Verbindungen zwischen den Teilnehmern und stellte sicher, dass nur Teilnehmer miteinander verbunden wurden, deren Kommunikation aufeinander abgestimmt und kompatibel war. Es gab einen eigenen Nummerierungsplan für dieses Netz, unabhängig von den Rufnummern des Telefonnetzes.
Als Leistungsmerkmale bot das Datex-L-Netz die automatische Wahl von einer Datenendeinrichtung, Kurzwahl, Direktruf, Teilnehmerbetriebsklassen, Anschlusskennung und die Gebührenübernahme bei ankommendem Ruf. Die Verbindungen im DATEX-L-Netz wurden über eine hohe Grundgebühr, die Zeitdauer der Verbindung, die Tageszeit und die Entfernungszone tarifiert, wobei die Bundesrepublik in zwei Entfernungszonen aufgeteilt war. Die hohen Kosten, die wesentlich über denen im Telefonnetz lagen, waren mit ein Grund dafür, dass das DATEX-L-Netz sich nicht durchsetzte. Wenige Jahre später bot ISDN höhere Übertragungsraten zu geringeren Kosten. So wurde das Datex-L-Netz in den neuen Bundesländern gar nicht mehr angeboten und 1996 von der Telekom eingestellt.
Zugang zum Datex-L-Netz boten so genannte Datenfernschaltgeräte, die von der Post bereitgestellt wurden und wegen des damals noch geltenden Modem-Monopols (es durften keine privaten Modems verwendet werden, auch nicht im Telefonnetz) nicht zu umgehen waren. Für den Dienst DATEX-L200 gab es sogar ein Fernschaltgerät mit Nummernschalter. Das Datex-L-Netz bestand aus einer Reihe spezieller Vermittlungsstellen, von denen einige 20 Stück in der Bundesrepublik installiert wurden. Hersteller war die Siemens AG, die wegen der geringen Stückzahl auch kein übermäßiges Interesse an dieser Technik entwickelte. Andere Länder entwickelten ähnliche Datennetze: die USA installierten TELENET und TYMNET, zu deren Teilnehmern Datex-L ebenfalls über spezielle Gateways, die die Netze verbanden, Zugang bot.
Relativ viele Länder interessierten sich damals für leitungsvermittelte Datennetze, so dass die ITU-T dafür mit der X.21-Schnittstelle eine eigene Zugangsschnittstelle standardisierte. Sie hatte weniger Pins als die V.24-Schnittstelle und verbesserte elektrische Eigenschaften, so dass sie wesentlich längere Anschlussleitungen und höhere Datenraten zulässt als diese. Diese Schnittstelle wird heute noch in vielfältiger Weise benutzt; es handelt sich um einen 15-poligen D-Sub-Steckverbinder nach ISO 4903. Weitere heute nur noch selten benutzte Features der Schnittstelle sind ein Pin für den Byte-Takt (optional benutzbar) und die automatische Wahl einer Rufnummer nach einem standardisierten Verfahren. Explizite Datennetze mit X.21-Zugängen, die es in vielen Ländern gibt und die auch noch ausgebaut werden, sind Netze aus Standleitungen oder nutzen den Direktruf.

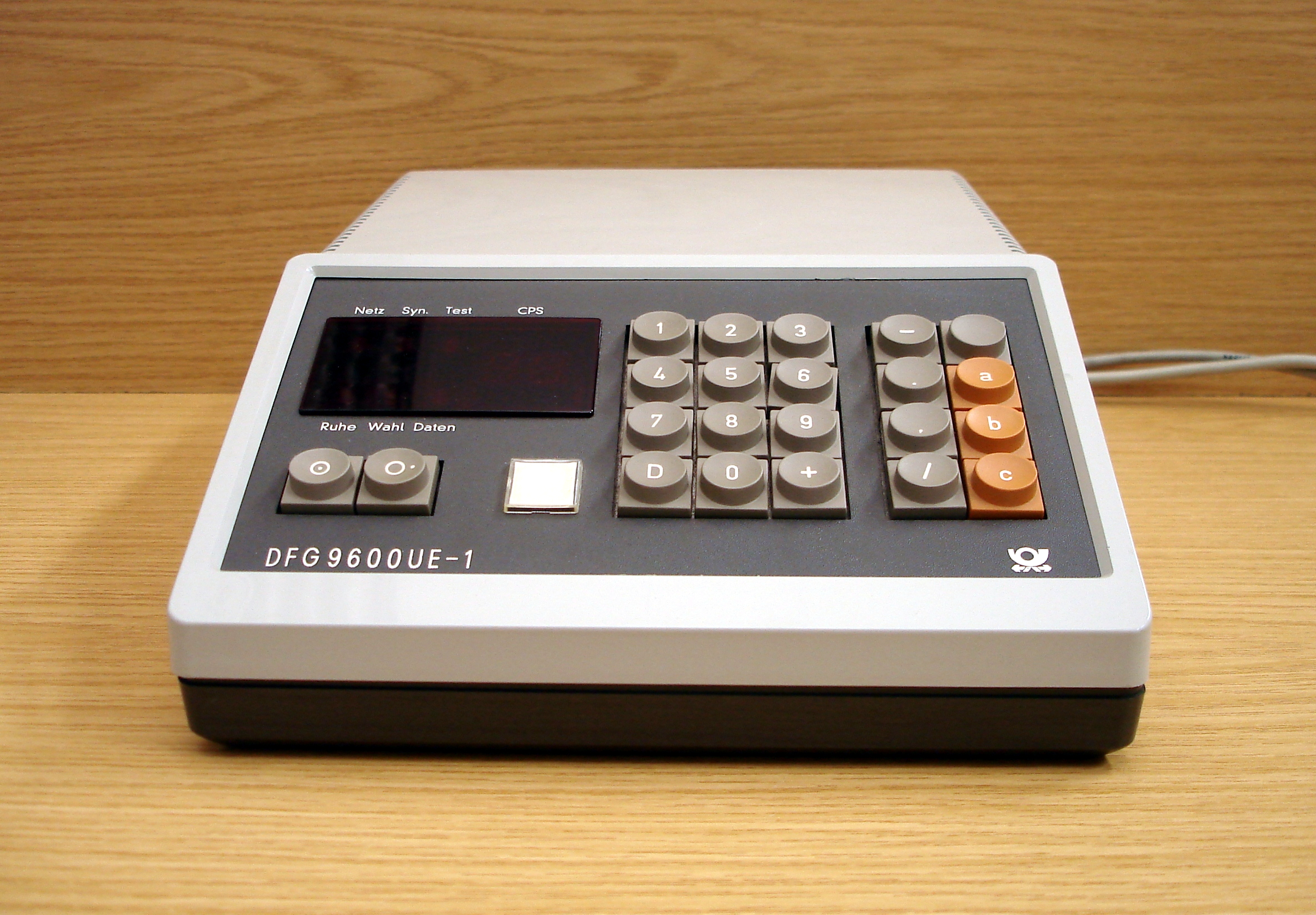
DFG9600UE-1, Verbindungsaufbau manuell oder über V.25
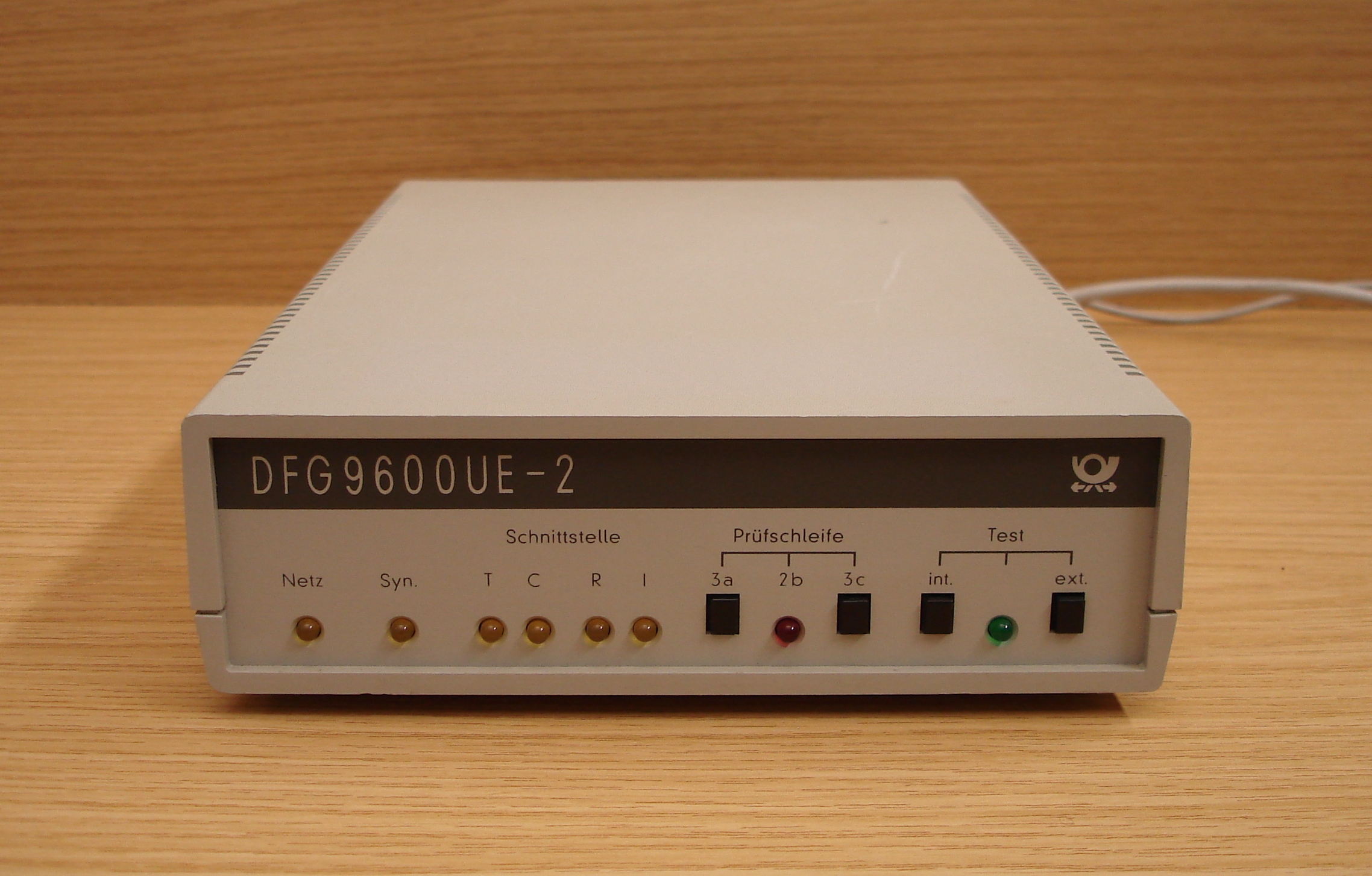
DFG9600UE-2, Verbindungsaufbau über X.21
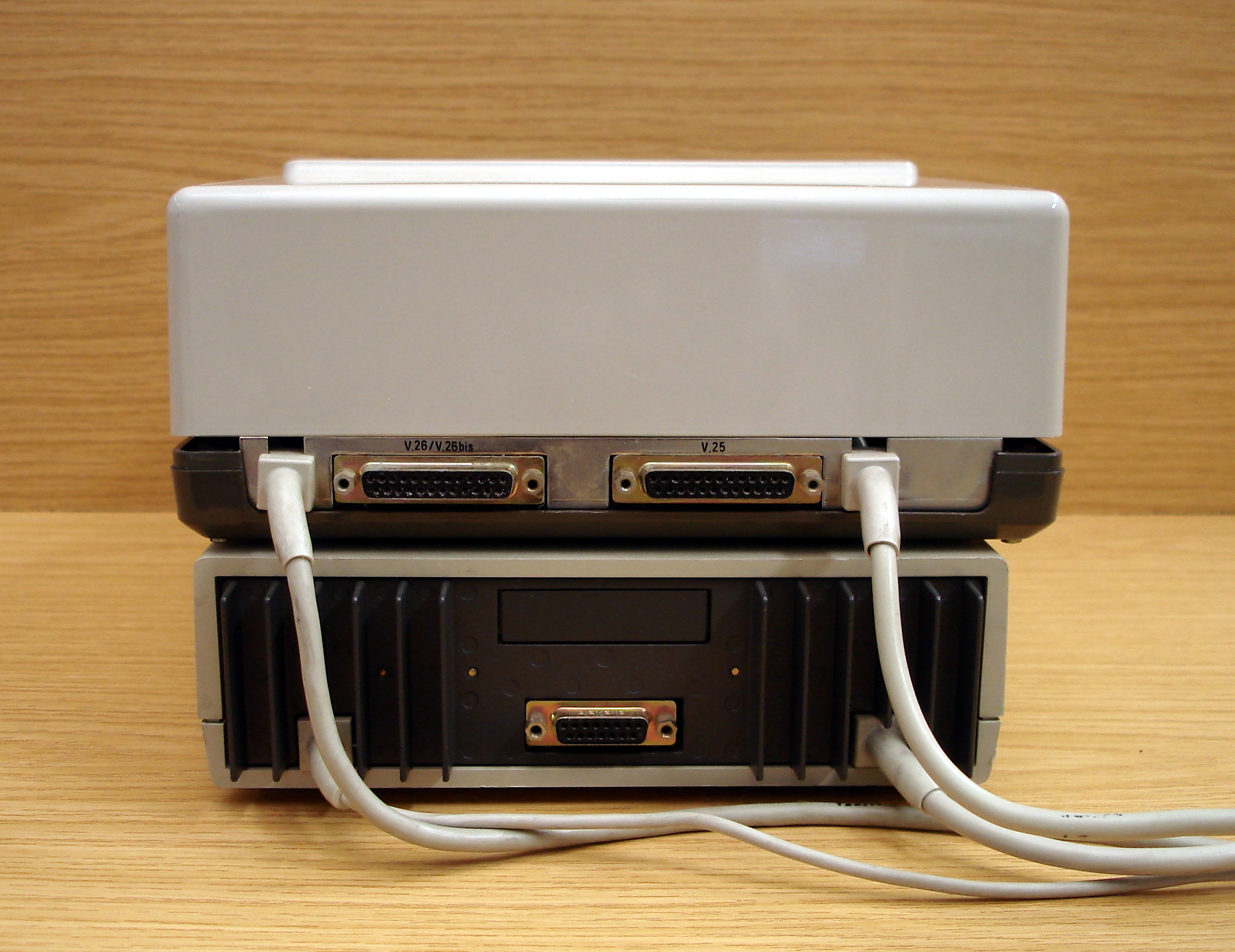
Rückseiten mit Schnittstellen, oben DFG9600UE-1, unten DFG9600UE-2
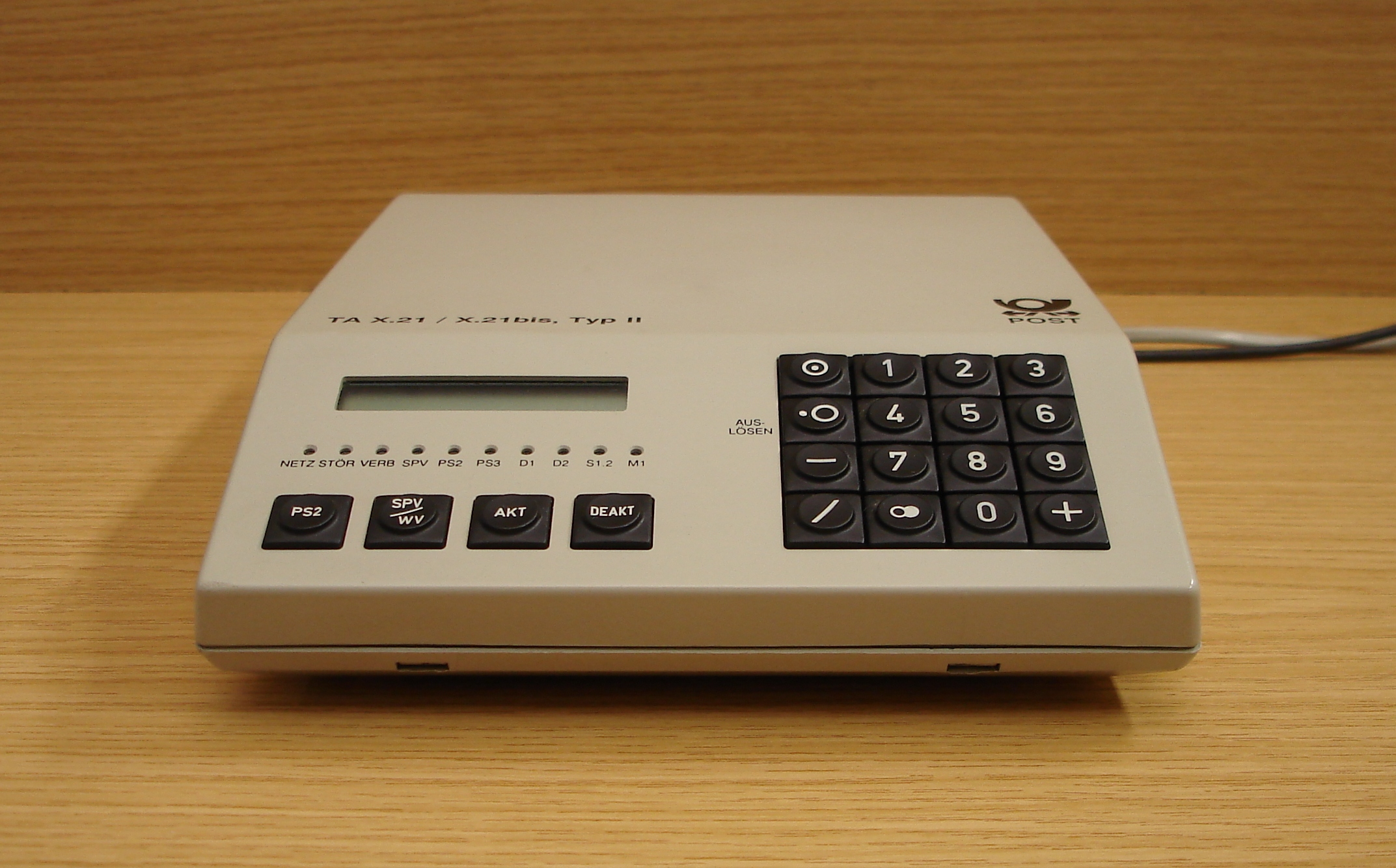
TA X.21 Typ 2, Zugang über ISDN